# Šigeru Sarusawa
Šigeru Sarusawa (japonsky 猿沢 茂; * 30. ledna 1960, prefektura Hirošima) je bývalý japonský fotbalista.

## Klubová kariéra
Hrál za mládež Osaka University of Health and Sport Sciences. V roce 1982 debutoval za A-tým Sanfrecce Hirošima. V roce 1990 ukončil kariéru.

## Reprezentační kariéra
Kvalifikoval se na Mistrovství světa ve fotbale hráčů do 20 let 1979.